# Her Majesty
Her Majesty (с англ. — «Её Величество») — песня группы The Beatles из альбома Abbey Road, написанная Полом Маккартни (официально — песня авторского дуэта Леннон/Маккартни), написанная в 1969 году. Это заключительная песня на альбоме, которая отсутствовала в трек-листе первоначального LP-издания альбома и начинается спустя 14 секунд после песни «The End», поэтому критики считают песню одним из первых скрытых треков в рок-музыке.

## Запись
Существует первоначальный вариант песни, записанный 9 и 24 января 1969 года, во время сессии рабочего альбома «Get Back».
Песня была записана в три сессии, начиная 2 июля 1969 года. Перед этим группа работала над синглом «Golden Slumbers»/«Carry That Weight». Единственным исполнителем является Пол — он пел и аккомпанировал на акустической гитаре.

## Структура и размещение на альбоме
Первоначально песня была помещена между «Mean Mr. Mustard» и «Polythene Pam». Маккартни счёл, что такая последовательность — не лучший вариант, и песня была отредактирована оператором студии Эбби Роуд Джоном Керландром. Пол сообщил ему, что запись должна быть уничтожена, но по правилам EMI ни одна запись The Beatles не должна быть стёрта. Четырнадцать секунд тишины между «The End» и «Her Majesty» являются задумкой Керландра отделить песню от альбома.
CD-версия схожа с оригинальной, «виниловой» версией, которая содержит 14-секундную паузу непосредственно между окончанием «The End» и началом «Her Majesty».

## Интересные факты
- Песня длится 23 секунды. Это самая короткая песня The Beatles, особенно в сопоставлении с песней из того же альбома «I Want You (She's So Heavy)», самой длинной их песней (не считая авангардную «Revolution 9»).
- Первоначально песня не была включена в список записей на обложке пластинки, так как обложка уже была напечатана. По просьбам слушателей позже это было исправлено.

## Кавер-версии
На песню были созданы следующие кавер-версии:
- Chumbawamba (длительностью 1:48, включая новые слова, посвящённые Британской королевской семье).
- Дэйв Мэтьюс (длительностью 0:29, включая описание нескольких строк из «Come Together»).
- Эдди Веддер исполнил эту песню 10 апреля 2008 года в Arlington Theater (Санта Барбара, штат Калифорния) и 6 апреля 2008 года в Spreckels Theater (Сан-Диего).
- Пол Маккартни исполнил эту песню в парке Букингемского дворца в 2002 году, на праздновании пятидесятилетия правления королевы Елизаветы II.
- Питер Комби (англ.) (длительностью 2:19).
- Twilight Singers (англ.) (длительностью 0:27).
- The Low Anthem (англ.) (длительностью 0:29).
- Tok Tok Tok (англ.) (длительностью 0:22).